# El Salitre (Michoacán)
El Salitre es una localidad del estado mexicano de Michoacán. Es parte del municipio de Irimbo.

## Demografía
| Censo | Población |
| ----- | --------- |
| 2000  | 131       |
| 2010  | 20        |
| 2020  | 1085      |